# Чумар Василь
Чумар Василь (*1882 — †1963) — український громадський діяч і учитель у Канаді родом, з Перемищини (Галичина).
До Канади прибув 1903 році, працював учителем у Манітобі та Альберті і був організатором Товариства Піонерів у Альберті. Автор книг «Спомини про переживання перших українських переселенців у Канаді» (1942), що вийшли також англійською мовою (1981).